# Vermin
Vermin (franska: Vermines, engelska: Infested) är en fransk skräckfilm från 2023. Filmen är regisserad av den regidebuterande Sébastien Vaniček, som även ansvarar för en del av dess skrivna manus. Den stora huvudrollen i filmen spelas av Théo Christine.

## Handling
Filmens handling kretsar kring den snart 30-årige Kaleb, som en dag kommer hem med en giftig ökenspindel, efter att ha hittat den på ett basarstånd inne i centrala Paris. Men innan han vet ordet av, så bestämmer sig denna ökenspindel för att fly iväg och fortplanta sig, vilket gör att hela hyreshuset han bor i snart blir alldeles fullt av spindelväv och giftiga ökenspindlar. Detta ska senare även komma att bli en kamp mellan liv och död för hyreshusets alla inneboende, eftersom polisen i Paris har valt att spärra av hela byggnaden, och därmed stängt in alla dess inneboende. Kommer de någonsin att hitta en väg ut, eller kommer de att bli dödsdömda till spindlarna för alltid?

## Rollista
| Théo Christine      | – Kaleb       |
| Sofia Lesaffre      | – Lila        |
| Jérôme Niel         | – Mathys      |
| Lisa Nyarko         | – Manon       |
| Finnegan Oldfield   | – Jordy       |
| Marie-Philomène Nga | – Claudia     |
| Ike Zacsongo-Joseph | – Toumani     |
| Emmanuel Bonami     | – Gilles      |
| Abdellah Moundy     | – Benzaouï    |
| Mahamadou Sangaré   | – Moussa      |
| Xing Xing Cheng     | – Madame Zhao |
| Malik Amraoui       | – Löjtnant    |